# Titus Kaphar
Titus Kaphar (Kalamazoo, 1976) is een Amerikaans multidisciplinair kunstenaar. Veel van zijn werken zijn interpretaties van klassieke schilderijen waar hij zwarte Amerikanen, veelal slaafgemaakten, op afbeeldt. Daarnaast gaan zijn werken over socio-economische kwesties in de Verenigde Staten.

## Levensloop
Kaphar werd geboren in Kalamazoo (Michigan) in 1976. In 2001 studeerde hij af aan San Jose State University waar hij een Bachelor of Fine Arts behaalde. Daarna voltooide hij een masteropleiding aan de Yale University School of Art.
In 2014 ontving Kaphar de Gwendolyn Knight and Jacob Lawrence Fellowship. Het jaar daarna werd hem de Creative Capital grant toegekend, gevolgd door de Robert R. Rauschenberg Artist as Activist grant in 2016 en de Art for Justice Fund grant in 2018. Datzelfde jaar won hij de Rappaport Prize voor kunst.
Hij woont en werkt afwisselend in New Haven en New York.

## Stijl en onderwerpen
Veel van de schilderijen die Kaphar maakt verwijzen naar het slavernijverleden in de Verenigde Staten. Deze beelden veelal de relatie af tussen prominente witte mannen en hun relaties met Afro-Amerikanen en indianen.
In 2014 presenteerde hij het schilderij Beyond the Myth of Benevolence. Dit werk, deels geïnspireerd op een werk van Rembrandt Peale, is een loshangend portret van Thomas Jefferson van waarachter een portret van een naakte zwarte vrouw tevoorschijn komt. Het schilderij is een verwijzing naar de oneerlijke machtsdynamiek tussen de twee personen, in dit geval Jefferson en de slavin Sally Hemings. Toen het schilderij werd geëxposeerd in de National Portrait Gallery in Washington, DC. werd het driemaal beschadigd waarna het permanente bewaking kreeg. Naast Thomas Jefferson beeldde Kaphar ook onder anderen Andrew Jackson en Christoffel Columbus af in zijn werken.
Vanwege het ontbreken van documentatie over de levens van zwarte slaafgemaakte Amerikanen, verzon Kaphar regelmatig levensverhalen voor zijn geportretteerden. Dit leidde onder meer tot The Vesper Project: een installatie over een fictief Afro-Amerikaans gezin. Bezoekers kunnen rondwandelen in het negentiende-eeuwse huis waar het gezin zogenaamd woonde.
Andere werken van Kaphar belichten socio-economische kwesties in de Verenigde Staten, waaronder het Amerikaans strafrechtsysteem en politiegeweld. In 2014 maakte Kaphar in opdracht van Time magazine het werk Yet Another Fight for Remembrance naar aanleiding van de protesten in Ferguson. In 2020 maakte hij het werk Analogous Colors voor de moeder van de door politiegeweld omgekomen George Floyd.

## Exposities
Kaphar heeft solo-exposities gehad in onder meer het Museum of Modern Art, Studio Museum Harlem, het Seattle Art Museum en de National Portrait Gallery in Washington, DC.